# Plumularia wattsi
Plumularia wattsi is een hydroïdpoliep uit de familie Plumulariidae. De poliep komt uit het geslacht Plumularia. Plumularia wattsi werd in 1887 voor het eerst wetenschappelijk beschreven door Bale. 